# Đậu Ngọc Xuân
Đậu Ngọc Xuân (1927 - 2016) là nhà kinh tế học, nguyên Trưởng khoa Kinh tế học Mác-Lênin trường Đảng Nguyễn Ái Quốc. Ông cũng từng trải qua nhiều năm làm trợ lý cho Tổng Bí thư Lê Duẩn. Ông nguyên là Ủy viên Ban Chấp hành Trung ương Đảng khóa VI, VII, từng giữ các chức vụ Phó Chủ nhiệm thứ nhất, rồi Chủ nhiệm Ủy ban Kế hoạch Nhà nước (hàm Bộ trưởng) từ tháng 2 năm 1987 đến tháng 3 năm 1989, Bộ trưởng Chủ nhiệm Ủy ban Hợp tác và Đầu tư Nhà nước (nay là Bộ Kế hoạch và Đầu tư) từ năm 1989 đến năm 1995.

## Quá trình công tác
- Từ tháng 8/1945 đến tháng 6/1947: Phó Bí thư thanh niên xã, Thư ký Ủy ban nhân dân xã. Tháng 8/1946, được kết nạp Đảng Cộng sản Đông Dương, Phó Bí thư chi bộ, Ủy viên quân sự xã.
- Từ tháng 7/1947 đến tháng 9/1956: Chính trị viên bộ đội địa phương huyện, cán bộ Huyện ủy, huyện đội phó dân quân huyện Nghi Xuân, tỉnh Hà Tĩnh; học văn hóa Liên khu ủy IV, học Nga văn, lý luận Marx-Lenin tại Học viện Marx-Lenin Bắc Kinh, Trung Quốc.
- Từ tháng 10/1956 đến tháng 1/1968: Trưởng phòng Phiên dịch Trường Nguyễn Ái Quốc Trung ương, Thư ký Tiểu ban kinh tế, Ban nghiên cứu lý luận Trung ương; Phó Chủ nhiệm Khoa kinh tế Trường Nguyễn Ái Quốc 2 Trung ương; Phó Chủ tịch Hội đồng khoa học Trường Nguyễn Ái Quốc 1 Trung ương.
- Từ tháng 3/1968 đến tháng 8/1980: Chuyên viên nghiên cứu của Văn phòng Tổng Bí thư Lê Duẩn.
- Từ tháng 9/1980 đến tháng 11/1986: Phó Chủ nhiệm Ủy ban Kế hoạch Nhà nước.
- Từ tháng 12/1986 đến tháng 1/1989: Ủy viên Trung ương Đảng khóa VI; tháng 2/1987 là Bộ trưởng, Phó Chủ nhiệm thứ nhất Ủy ban Kế hoạch Nhà nước; tháng 3/1988 là Bộ trưởng, Chủ nhiệm Ủy ban Kế hoạch Nhà nước.
- Từ tháng 2/1989 đến tháng 5/1991: Ủy viên Trung ương Đảng khóa VI, Bộ trưởng, Phó Chủ nhiệm Ủy ban Nhà nước về Hợp tác và Đầu tư; tháng 4/1989 là Bộ trưởng, Chủ nhiệm Ủy ban Nhà nước về Hợp tác và Đầu tư, đại biểu Quốc hội khóa VIII.
- Từ tháng 6/1991 đến tháng 12/1995: Ủy viên Trung ương Đảng khóa VII, Bộ trưởng, Chủ nhiệm Ủy ban Nhà nước về Hợp tác và Đầu tư. Tháng 1/1996 kiêm nhiệm Bí thư Ban cán sự Đảng.
- Từ tháng 1/1996 đến tháng 12/1996: Bộ trưởng, Chủ tịch Hội đồng thẩm định Nhà nước về các dự án đầu tư.
- Từ tháng 1/1997 đến tháng 4/1998: Bộ trưởng, Trưởng nhóm nghiên cứu việc Việt Nam gia nhập Tổ chức Thương mại Thế giới (WTO).
- Từ tháng 5/1998: Bộ trưởng, Tổ trưởng Tổ nghiên cứu Kinh tế đối ngoại của Thủ tướng Chính phủ.
- Từ tháng 1/2002: nghỉ hưu theo chế độ.

## Vinh danh
- Huân chương Độc lập hạng Nhất (trao tặng năm 2008).

 Lưu trữ ngày 3 tháng 12 năm 2013 tại Wayback Machine
- Huy Hiệu 70 năm tuổi Đảng (trao tặng năm 2015)

 Lưu trữ ngày 17 tháng 6 năm 2019 tại Wayback Machine